# چاپله گورنه
چاپله گورنه (به لهستانی:  Czaple Górne) یک روستا در لهستان است که در گمینا کورچو واقع شده‌است.